# 르노 러시아
르노 러시아(Рено Россия)는 러시아의 자동차 회사였다. 1998년 7월 르노와 모스크바(대표자: 당시 부시장 발레리 샨체프) 측이 자동차 합작 투자에 합의하여 설립됐고 구 모스크비치의 시설을 기반으로 삼았다. 차량 조립은 1999년 4월에 시작했다. 2014년 7월 사명을 바꾸기 전까지는 아브토프라모스(Автофрамос)라고 불렸다. 2022년 3월, 러시아의 우크라이나 침공 및 그에 따른 국제적 압력에 의해 르노는 르노 러시아 운영을 '중단'했다. 2022년 5월 르노는 르노 러시아를 모스크바에 매각하는 것에 동의했고 이에 따라 모스크바는 르노 러시아 자산으로 하는 모스크비치 재운영 계획을 세웠다.